# Bulevar Bernabé Aráoz
El Boulevard Bernabé Aráoz es un bulevar de San Miguel de Tucumán, Tucumán, Argentina. Esta se inicia en Marco Avellaneda hasta Diagonal Sur, aunque el bulevar se extiende entre Crisóstomo Álvarez y avenida Independencia.

## Historia
El primer tramo del bulevar fue originalmente inaugurado el 23 de septiembre de 2013 por el intendente Domingo Amaya junto a agrupaciones gauchas y funcionarios municipales. Este conectaba las calles Lavalle y Bolívar, colocando un busto de bronce de Bernabé Aráoz en la intersección con esta última.
Finalmente el 28 de octubre de 2014 se inauguró el paseo hasta la avenida Roca y Marco Avellaneda por el jefe comunal, los legisladores Beatriz Ávila y Alfredo Toscano, el secretario de gobierno municipal Germán Alfaro, funcionarios y vecinos.
En 2015 la arteria vehicular fue extendida hasta la avenida Independencia, comprendiendo diversas obras del Paseo Histórico Peatonal en el sitio de la Batalla de Tucumán. El Bulevar Bernabé Aráoz posee 4 carriles (2 por sentido), contando con iluminación led, caminería y mobiliario urbano. Asimismo se realizaron trabajos de parquización en la avenida.

## Sitios de interés
A lo largo de esta avenida se desarrollan varios lugares de interés y emblemáticos:
- Casa Belgraniana
- Plaza Belgrano
- Plaza Sarmiento
- Club All Boys de Tucumán